# جامعة ويتشيتا الحكومية
جامعة ولاية ويتشيتا (بالإنجليزية:Wichita State University)(اختصارا:WSU) هي جامعة بحثية عامة في ويتشيتا، كانساس، الولايات المتحدة. يحكمها مجلس حكام كانساس. تقدم الجامعة أكثر من 60 برنامجًا لدرجة البكالوريوس في أكثر من 200 مجال دراسي في ست كليات. تقدم كلية الدراسات العليا بالجامعة 44 درجة ماجستير في أكثر من 100 مجال ومتخصص في درجة التعليم. وهي مصنفة ضمن «R2: دكتوراه جامعات نشاط بحثي عالي».
تستضيف جامعة ولاية ويتشيتا أيضًا فصولًا في أربعة مواقع تابعة: غرب جامعة ولاية ويتشيتا في مايز، وجنوب جامعة ولاية ويتشيتا في ديربي، ومركز وسط المدينة جامعة ويتشتيا الذي يضم مركز الجامعة لدعم المجتمع والبحث، وقسم مساعد الطبيب، وقسم العلاج الطبيعي. يقع مبنى التعليم المتقدم في طب الأسنان العام على بعد ربع ميل شمال شرق الحرم الجامعي، والذي تم بناؤه عام 2011، ويضم فصولًا دراسية وعيادة أسنان. إنه مجاور للجامعة 75,000 قدم مربع (7,000 م2)مجمع يوجين إم هيوز المتروبوليتان، حيث يتم تدريس العديد من الدورات الدراسية غير المعتمدة في جامعة ولاية واشنطن.

## التاريخ
بدأت جامعة ولاية ويتشيتا عام 1886 كمدرسة تحضيرية تجمعية خاصة، أسسها القس. جوزيف هومر باركر. في البداية كان يشار إليها باسم «كلية السيدات الشابات» و «كلية ويتشيتا للسيدات» و «كلية الإناث التجمعية». تم تأسيسه خلال فترة ازدهار إنشاء الكلية والجامعة وكان من المتصور قبول النساء في الثانية عشرة من العمر فما فوق اللواتي كن «قادرات على القراءة والكتابة والتهجئة وتلاوة أجزاء الكلام». في أوائل عام 1887، تلقى قادة المشروع قطعة أرض من مطوري حي فيرمونت المجاور، واستجابة لذلك، أعادوا تسمية مدرستهم كلية فيرمونت. من المتصور أن تكون «فاسار الغرب»، تمت تسمية شوارع الأحياء المجاورة على اسم كليات نسائية بارزة بما في ذلك فاسار وهوليوك. جاء الدعم بشكل أساسي من كنيسة بليموث التجميعية لبنائها، لكن المدرسة لم تفتح أبوابها أبدًا. في عام 1892، اشترت شركة العقار وسميت المدرسة الإعدادية معهد فيرماونت. افتتح في سبتمبر للرجال والنساء، مع التركيز على التدريب على الوعظ أو التدريس. تم إغلاقه بسبب الصعوبات المالية.
في عام 1895، في نفس الموقع افتتحت Fairmount College فصولًا جماعية للرجال والنساء بتمويل من جمعية التعليم التجمعي. اختارت الجمعية ناثان موريسون ليكون رئيسًا للكلية الجديدة. خلال القرنين العشرين والتسعينيات من القرن الماضي، نمت المدرسة بمباني بما في ذلك Fiske Hall، ومهجع للرجال، ومكتبة كارنيجي. ظهر تميمة المدرسة، «صانعي القمح»، خلال مباراة كرة قدم في عام 1906 وأشاروا إلى حقيقة أن العديد من لاعبي كرة القدم صدموا القمح أيضًا أثناء موسم الحصاد.
وسط تزايد المشاكل المالية في عشرينيات القرن الماضي، حاول أنصار الكلية إقناع مدينة ويتشيتا بشرائها عام 1925، لكنهم فشلوا. أقر استفتاء ثان في عام 1926، وأصبحت في ذلك الخريف جامعة ويتشيتا البلدية (المعروفة شعبياً باسم «جامعة ويتشيتا» كانت أول جامعة بلدية غرب المسيسيبي، وكانت تلبي احتياجات الطلاب ذوي الموارد المحدودة.
بحلول الخمسينيات من القرن الماضي، استكشف قادة الجامعات والرئيس هاري كوربين إضافة المؤسسة إلى نظام ريجنت لولاية كانساس جنبًا إلى جنب مع جامعة كانساس وجامعة ولاية كانساس. كان لهاتين المدرستين أصدقاء أقوياء لم يشعروا أن جامعة ويتشيتا كانت على قدم المساواة مع الجامعتين الرئيسيتين في الولاية. لقد تطلب الأمر جهود ضغط منسقة من جانب معززين جامعة ويتشيتا البلدية لإقناع المجلس التشريعي والحاكم بالموافقة على التغيير. في 1 يوليو 1964، دخلت المدرسة رسميًا في نظام الدولة للتعليم العالي باسم جامعة ولاية ويتشيتا.
يقع في الحرم الجامعي هو المبنى الأصلي لأول بيتزا هت. يقع المبنى الأصلي في كيلوج وبيولف. أدت محاولة نقله بعيدًا عن مسار توسع كيلوج إلى وصول المبنى إلى جامعة ولاية ويتشيتا في الثمانينيات. بعد ثلاثة عقود من وقوعه بالقرب من برج مياه الحرم الجامعي، خضع المبنى لحركة ثانية. في 2010، نقلتها الجامعة إلى موقعها الحالي في حرم الابتكار.

## الحرم الجامعي
يقع الحرم الجامعي الرئيسي في 1845 نورث فيرمونت في شمال شرق ويتشيتا، ويحده في الغالب بين شوارع 17th St N، و21st St N، وشارع هيلسايد، واوليفر افي.
يضم الحرم الجامعي متحف إدوين إيه أولريش للفنون.
جامعة ولاية ويتشيتا لديها ستة مواقع ساتلية: 
- يقع غرب جامعة ولاية ويتشيتا في 3801 نورث ووكر في مايز، كانساس. يستضيف هذا الحرم الجامعي الذي تبلغ مساحته 9 فدان (3.6 هكتار) 80 إلى 100 فصل جامعي في كل فصل دراسي.[11]
- يقع جامعة ولاية ويتشيتا جنوب في 3821 شرق شارع هاري، Suite B105 في ويتشيتا. بدأ هذا الحرم الجامعي في تقديم الدورات الدراسية لجامعة ولاية ويتشيتا في يناير 2008 في موقعه الأصلي في 200 ويست جرينواي في ديربي، كانساس قبل الانتقال إلى موقعه الحالي في 1 يوليو 2018.[12]
- يقع جامعة ولاية ويتشيتا هايسفيل في 106 ستيوارت افي في هايسفيل (كانساس).
- تقع جامعة ولاية ويتشيتا البلدة القديمة - A في 238 ن. ميد في وسط مدينة ويتشيتا.
- تقع جامعة ولاية ويتشيتا البلدة القديمة - B في 213 ن. ميد في وسط مدينة ويتشيتا.
- تقع جامعة ولاية ويتشيتا البلدة القديمة - C في 121 ن. ميد في وسط مدينة ويتشيتا.

منذ 1 يوليو 2018، يقع حرم العلوم التطبيقية والتكنولوجيا، المعروف أيضًا باسم «جامعة ولاية ويتشيتا Tech» والمعروف سابقًا باسم كلية منطقة ويتشيتا التقنية، في 4004 N. Webb Road في ويتشيتا.

## بحث
جامعة ولاية ويتشيتا هي واحدة من ثلاث مؤسسات بحثية في ولاية كانساس، جنبًا إلى جنب مع جامعة ولاية كانساس وجامعة كانساس
تشمل مرافق البحث:
- المعهد الوطني لبحوث الطيران وله العديد من المرافق:
  - مركز اختبار وتقييم هياكل الطائرات في كانساس كوليسيوم سابقًا بالقرب من بارك سيتي.
  - معمل التقنيات المتقدمة لأنظمة الطيران، وهو مختبر أبحاث تصنيع
  - معمل الهندسة الافتراضية والطيران
  - معمل تحطم ديناميكيات
  - نفق الرياح الزان والتر إتش
- مختبرات أبحاث الأحياء (هوبارد هول)
- مختبرات أبحاث الكيمياء (قاعة ماكينلي)
- معامل أبحاث الفيزياء (صالة جبارة)
- محطة جامعة ولاية ويتشيتا الميدانية
- حرم الابتكار

## أكاديميون

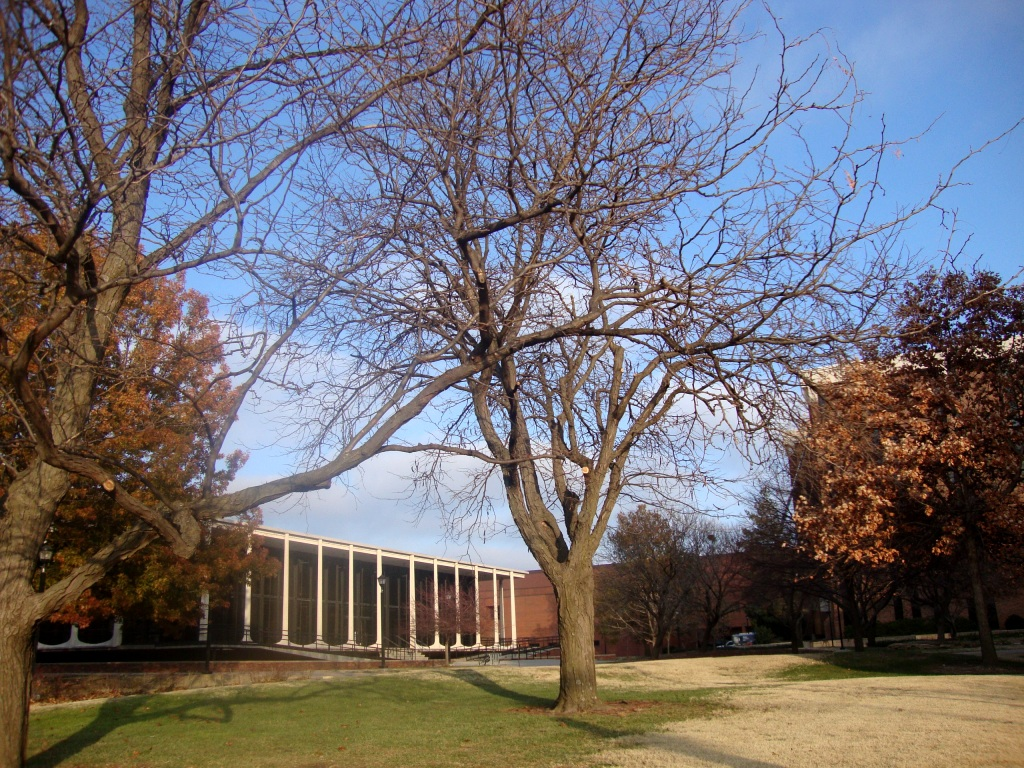
هوبارد هول (2011)

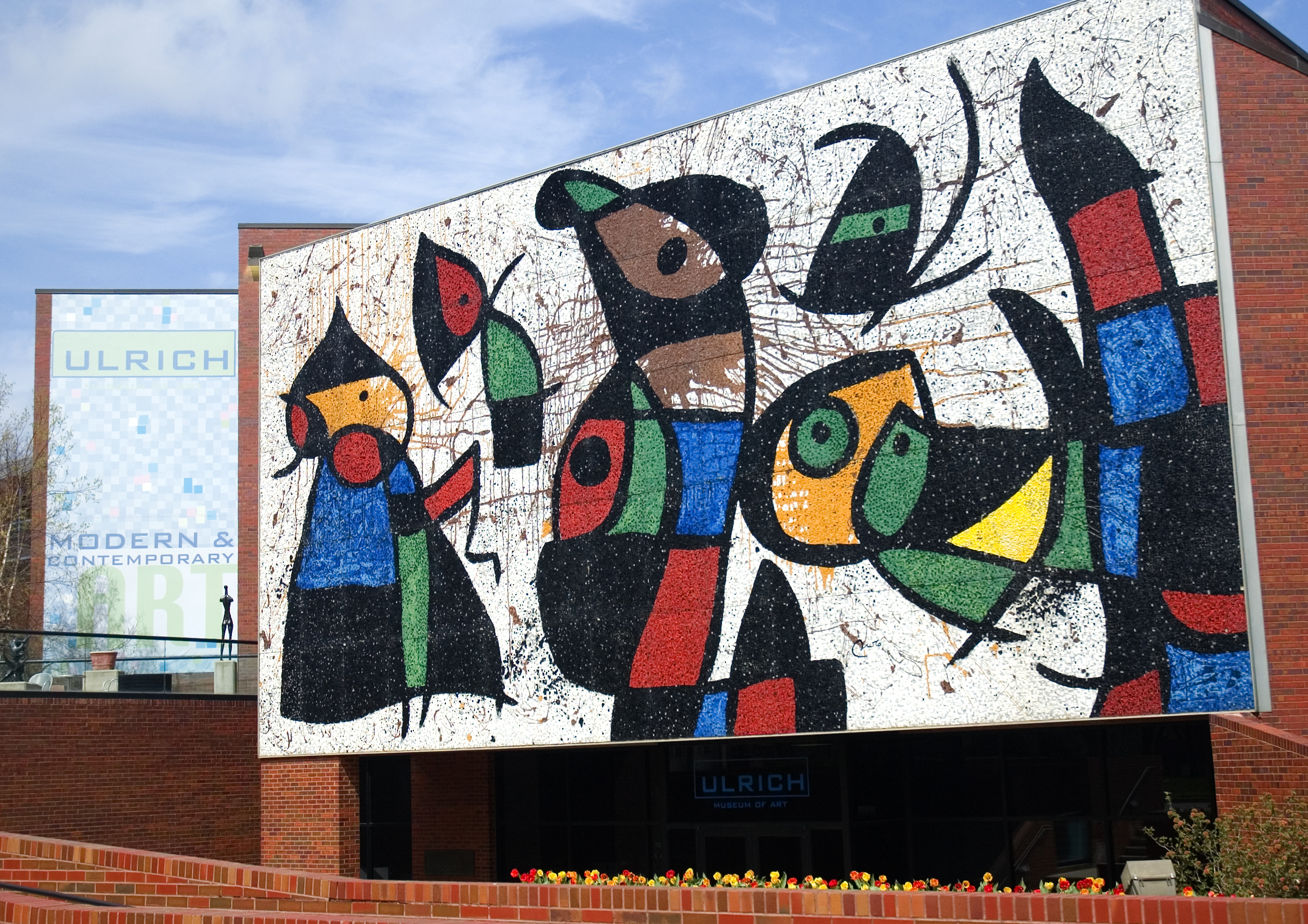
متحف أولريش للفنون (2007)

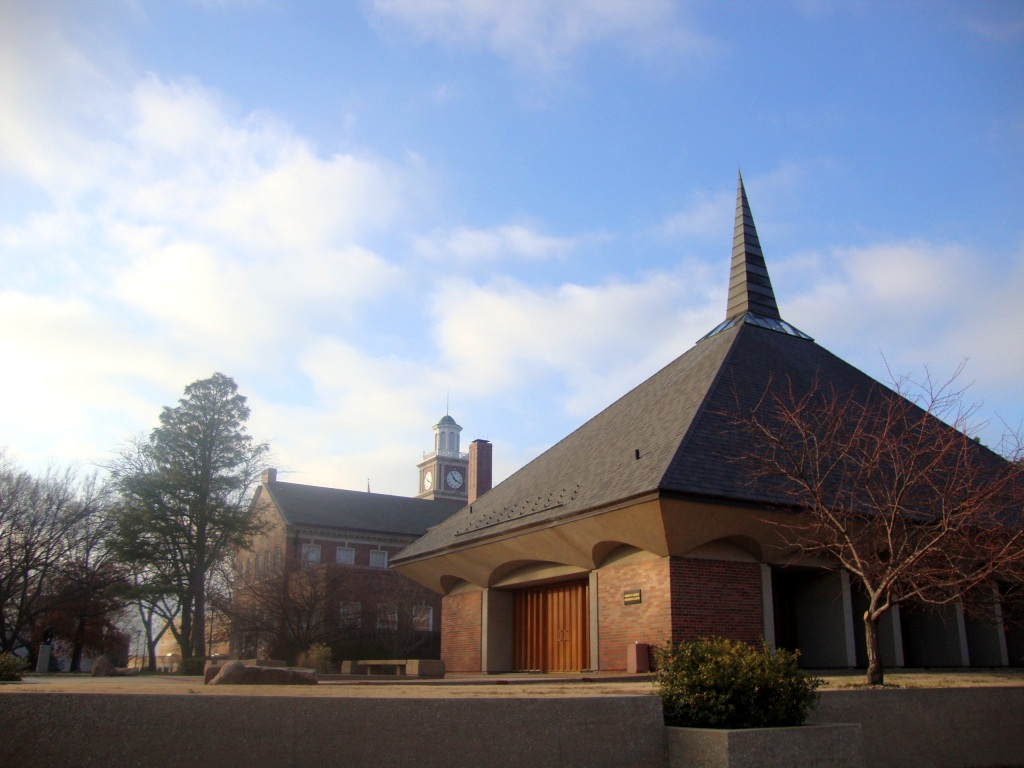
كنيسة جريس ميموريال (2011)

تتكون الجامعة من الكليات والمدارس الأكاديمية التالية:
- كلية الدراسات التطبيقية (كلية التربية سابقاً) [14]
  - قسم الإرشاد والقيادة التربوية وعلم النفس التربوي والمدرسي
  - قسم دراسات الأداء البشري
  - مدرسة التربية
  - برنامج الإدارة الرياضية
- كلية الهندسة [15]
  - قسم هندسة الطيران
  - قسم الهندسة الطبية الحيوية
  - قسم الهندسة الكهربائية وعلوم الحاسب
  - برنامج تكنولوجيا الهندسة
  - قسم الهندسة الصناعية والنظم والتصنيع
  - قسم الهندسة الميكانيكية
- كلية الفنون الجميلة [16]
  - مدرسة الفنون والتصميم والصناعات الإبداعية
  - مدرسة الفنون الرقمية
  - مدرسة الموسيقى
  - مدرسة الفنون المسرحية
- كلية المهن الصحية [17]
  - التعليم المتقدم في برنامج طب الأسنان العام
  - قسم علوم واضطرابات الاتصال
  - قسم صحة الأسنان
  - قسم علوم المختبرات الطبية
  - قسم العلاج الفيزيائي
  - قسم علوم الصحة العامة
  - برنامج مساعد الطبيب
  - كلية التمريض
- كلية دوروثي وبيل كوهين الفخرية [18]
- كلية فيرمونت للفنون والعلوم الليبرالية [19]
  - مركز دراسات المرأة
  - قسم الأنثروبولوجيا
  - قسم العلوم البيولوجية
  - قسم الكيمياء
  - قسم اللغة الإنجليزية
  - قسم الجيولوجيا
  - قسم التاريخ
  - قسم الرياضيات والإحصاء والفيزياء
  - قسم الآداب واللغات الحديثة والكلاسيكية
  - قسم الفلسفة
  - قسم العلوم السياسية
  - قسم علم الاجتماع
  - مدرسة إليوت للاتصالات
  - مدرسة هوغو وول للشؤون العامة
  - قسم علم النفس
  - مدرسة العدالة الجنائية
  - مدرسة الخدمة الاجتماعية
- كلية الدراسات العليا [20]
- معهد الابتكار متعدد التخصصات [21]
- كلية دبليو فرانك بارتون للأعمال [22]

تم تصنيف جامعة ولاية ويتشيتا كأفضل كلية في الولايات المتحدة في 2014 من خلال تصنيفات كلية مؤشر التنقل الاجتماعي. تم وضع جامعة ويتشيتا بين الجامعات الوطنية في الولايات المتحدة في تصنيفات
يو إس نيوز آند وورلد ريبورت. بالنسبة لجميع نفقات البحث والتطوير الهندسي، احتلت جامعة ولاية ويتشيتا المرتبة رقم 63 في الولايات المتحدة لعام 2013، بمبلغ 47 دولارًا مليون  صنفت المؤسسة الوطنية للعلوم جامعة ولاية ويتشيتا في المرتبة الرابعة من بين جميع الجامعات الأمريكية من حيث الأموال التي تم إنفاقها على أبحاث الفضاء وتطويره في السنة المالية 2013، بمبلغ 39 دولارًا مليون دولار في النفقات ورقم 1 في مجال البحث والتطوير في مجال الطيران والفضاء الممول من الصناعة. تم إدراج كلية دبليو فرانك بارتون لإدارة الأعمال التابعة لولاية ويتشيتا في مجلة برينستون ريفيو 2011 «أفضل 301 كليات إدارة أعمال»، حيث تم تصنيفها كأفضل 11 برنامجًا في البلاد للطلاب الذين يسعون للحصول على درجة جامعية في ريادة الأعمال لعام 2007. في عام 2021، تم الاعتراف بقسم التكنولوجيا الهندسية كواحد من ثلاثة برامج أكاديمية في الولايات المتحدة أقرها اتحاد الروبوتات المتقدمة للتصنيع في إطلاق برنامج المصادقة الافتتاحي.
تأسس قسم هندسة الطيران والفضاء في عام 1928 ولديه علاقات تعاون طويلة الأمد مع شركة إيرباص أمريكا الشمالية، وبوينغ، وبومباردييه ليرجيت، وسيسنا، وهوكر بيتشكرافت، وسبريت أيرو سيستمز، وغيرها من اهتمامات ويتشيتا للطيران. يقوم القسم بالتدريس في مجالات المركبات، الهياكل، ميكانيكا الهندسة، ديناميات السوائل الحسابية، الديناميكا الهوائية التطبيقية، ومحاكاة الطيران. يمكن للطلاب إجراء تدريبات تدريبية بسهولة في المطارات القريبة والعديد من شركات الطيران مثل سيسنا وليرجيت وما إلى ذلك.
مكتبات جامعة ولاية ويتشيتا تمتلك أكثر من 2 مليون مجلد، وأكثر من 350 قاعدة بيانات إلكترونية  وأكثر من 70000 اشتراك في المجلات. تتكون مكتبات الجامعة من مكتبة أبله الرئيسية  ومكتبة ماكينلي للكيمياء  ومكتبة ثورلو ليورانس الموسيقية  والمجموعات الخاصة للمكتبات الجامعية وأرشيفات الجامعة. المكتبات مفتوحة لمستخدمي المجتمع وتعمل كمستودع وثائق إقليمي للحكومة الفيدرالية للولايات المتحدة، ومستودع وثائق حكومة ولاية كانساس، وهي مكتبة براءات الاختراع والعلامات التجارية الوحيدة في ولاية كانساس. تحتوي مجموعات جامعة ولاية ويتشيتا الخاصة ومحفوظات الجامعة على العديد من الكتب النادرة ومجموعات المخطوطات التاريخية والخرائط وأرشيفات الصور الفوتوغرافية التي توثق تاريخ كانساس، بالإضافة إلى استضافة أرشيفات صور ويتشيتا. تقدم هيئة التدريس بالمكتبة ورش عمل  مدار العام للطلاب وأفراد المجتمع.
في عام 2014، أعلن الرئيس جون باردو عن خطط لإطلاق مبادرة رئيسية للحياة الأكاديمية والطلابية، أطلق عليها اسم «جامعة الابتكار». بدأت الخطة مع الانتهاء من التجديدات لاتحاد طلاب الجامعة، ومركز طلاب راتيجان، وافتتاح قاعة المفزع، وهي منشأة سكنية جديدة تبلغ مساحتها 318000 قدم مربع، 784 سريرًا في الحرم الجامعي الرئيسي. ويشمل شراكات عامة / خاصة مع الشركات المحلية والدولية التي من شأنها بناء مكاتب في الحرم الجامعي الرئيسي جامعة ولاية ويتشيتا والتعاون مع الطلاب وأعضاء هيئة التدريس في مشاريع البحث وتطوير المنتجات من خلال نظام نقل التكنولوجيا. أبرمت الجامعة شراكات مع ثلاث شركات: مجموعة شركات ABI ومقرها ويتشيتا. شركة نت اب التي تتخذ من كاليفورنيا مقراً لها في صنيفيل؛ وشركة تك ماهيندرا الهندية لتكنولوجيا المعلومات. تدعو الخطة إلى إضافة أكثر من 20 مبنى جديدًا، بما في ذلك قاعة وولسي، ومبنى جديد لمدرسة فرانك دبليو بارتون للأعمال،  وقاعة إقامة جديدة، ومكاتب تجارية، ومرافق «الاصطدام الإبداعي»، واثنان مختلطان- استخدام التطورات والفندق. تم وضع حجر الأساس للمبنى الأول، مبنى نقل التكنولوجيا / التعلم التجريبي، في الربع الأول من عام 2015. يجري التطوير في موقع ملعب برايبورن للغولف السابق بجوار الحرم الجامعي، وهو ملعب مملوك لـ جامعة ولاية ويتشيتا تم إغلاقه في نوفمبر 2014.
أقر الفريق التنفيذي للرئيس جون باردو سياسة خالية من التبغ في الحرم الجامعي في أغسطس 2016. في عام 2017، أصبحت الجامعة وجميع حرمها الجامعية وجميع الممتلكات المملوكة لجامعة ولاية واشنطن خالية من التبغ. ينطبق الحظر على جميع منتجات التبغ بما في ذلك التبغ الذي لا يدخن والتبغ الفموي والسجائر الإلكترونية. لا تنطبق على المنتجات التي تقدم النيكوتين لغرض الإقلاع، أو على التبغ المستخدم في الأبحاث الخاضعة للرقابة أو لأغراض تعليمية أو سريرية أو دينية. كان لا يزال التدخين مسموحًا به في مناطق معينة خارج المرافق الرياضية التي تسيطر عليها WSU-ICAA وداخل المناطق المخصصة لحرم جامعة ولاية ويتشيتا للابتكار.
شهدت جامعة ولاية ويتشيتا نموًا وتغيرًا ديناميكيًا على مر السنين مع المباني بما في ذلك: ستيف كلارك ومركز صحة الطلاب والشقق. نظرًا لأن الجامعة مشهورة على المستوى الوطني، فقد قررت أيرباص والروح لانظمة الطيران أيضًا نقل مواقعها إلى ولاية ويتشيتا. في النصف الشرقي من الحرم الجامعي يقف مركز جون باردو وحياة بلاس. سيتم الانتهاء من وولسلي هول، المقر المستقبلي لكلية بارتون للأعمال في منتصف عام 2022.

## الحياة الطلابية

### المنظمات اليونانية
تشمل الأخويات والجمعيات النسائية المعترف بها في الجامعة: 
| المجلس اليوناني بين الأخوة | المجلس اليوناني متعدد الثقافات | المجلس الهيليني           |
| -------------------------- | ------------------------------ | ------------------------- |
| الأخوةبيتا ثيتا بي         | نادي نسائي ألفا كابا ألفا      | نادي نسائي Alpha Phi      |
| الأخوة دلتا أبسيلون        | الأخوة ألفا فاي ألفا           | دلتا دلتا دلتا نادي نسائي |
| الأخوة بيت ريفي            | الأخوة تشي سيجما تاو           | نادي نسائي دلتا جاما      |
| الأخوة لامدا تشي ألفا      | نادي نسائي دلتا سيجما ثيتا     | نادي نسائي جاما فاي بيتا  |
| فاي دلتا ثيتا الأخوة       | الأخوة كابا ألفا بسي           | نادي نسائي كابا كابا جاما |
| الأخوة سيجما ألفا إبسيلون  | نادي نسائي كابا دلتا تشي       |                           |
| الأخوة سيجما فاي إبسيلون   | نادي نسائي                     |                           |
|                            | نادي مو دلتا ألفا              |                           |
|                            | الأخوة أوميغا بسي فاي          |                           |
|                            | الأخوة فاي بيتا سيجما          |                           |
|                            | نادي نسائي سيجما جاما رو       |                           |
|                            | الأخوة سيجما لامدا بيتا        |                           |
|                            | نادي نسائي سيجما بسي زيتا      |                           |
|                            | نادي نسائي زيتا فاي بيتا       |                           |

## الالعاب الرياضية

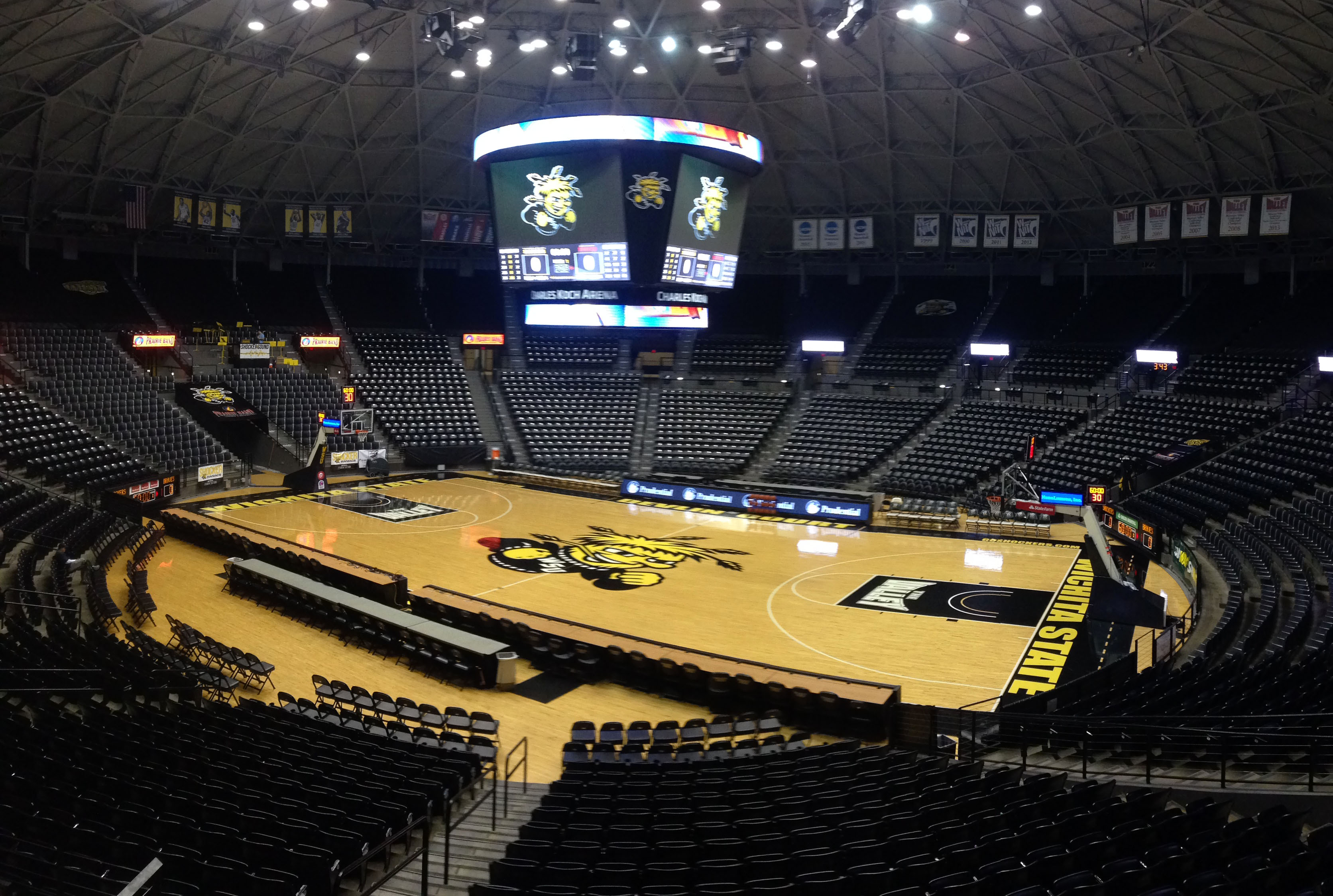
تشارلز كوتش الساحة هي موطن ل ويتشيتا الدولة المفزعات الرجال والنساء لكرة السلة والكرة الطائرة الفرق النسائية. (2016)

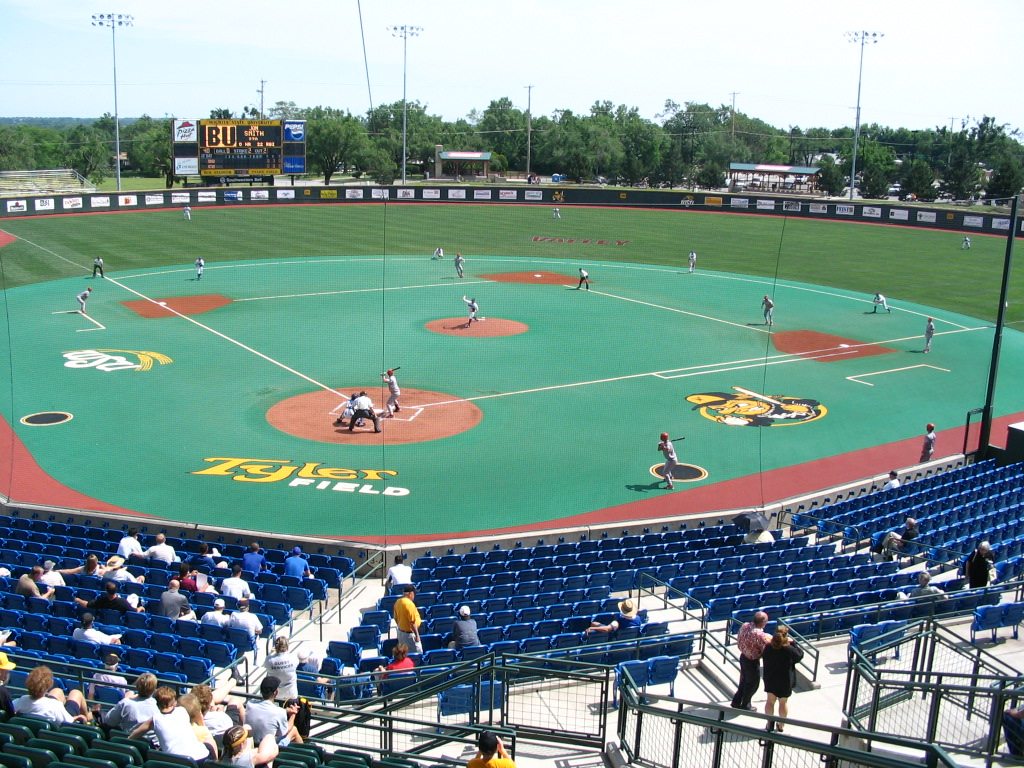
يعتبرتايلر فيلد في ملعب اي سي كيه موطنًا لفريق ولاية ويتشيتا للبيسبول. (2005)

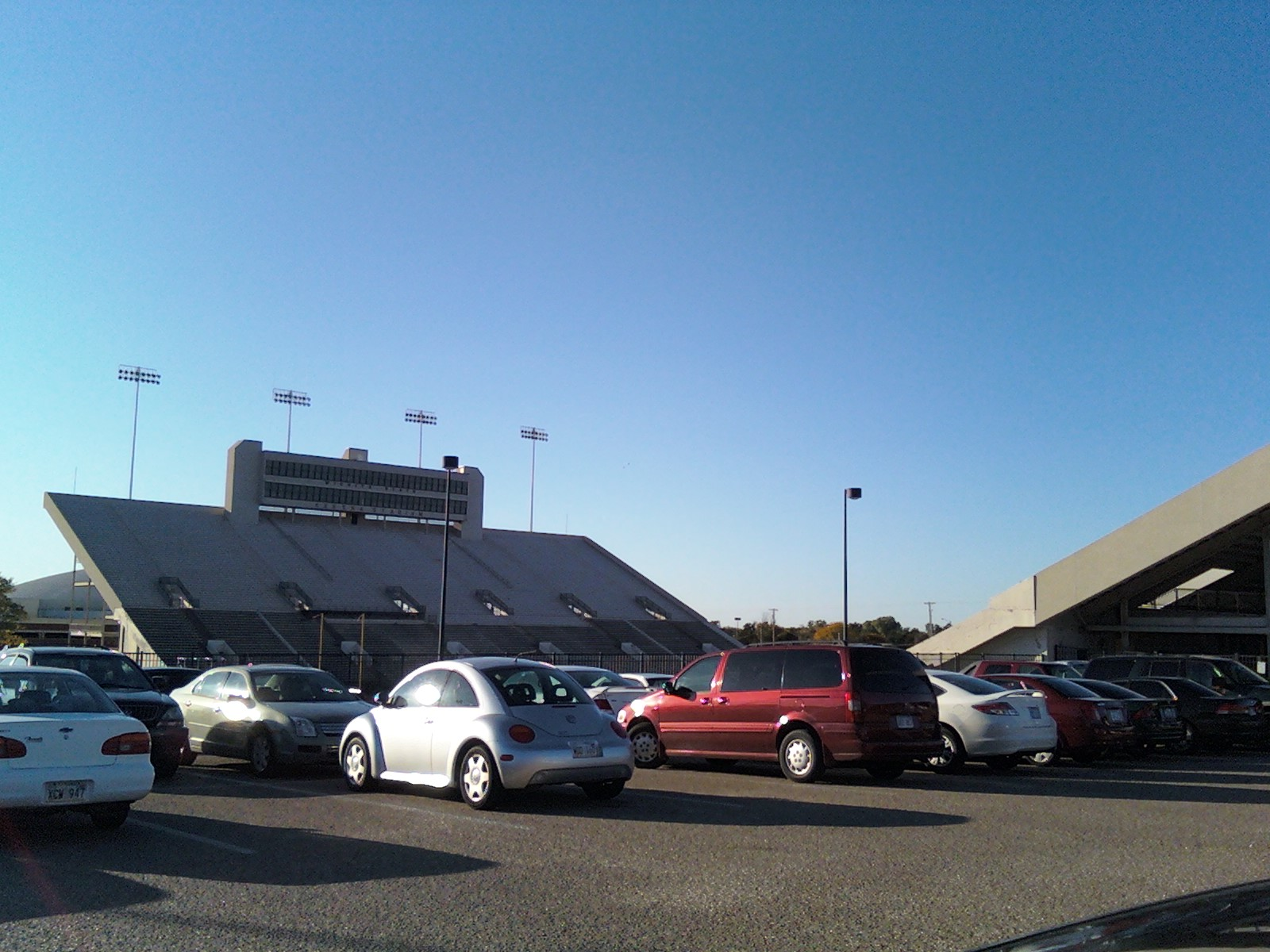
ملعب سيسنا (2010)

جامعة ولاية ويتشيتا هي مؤسسة من القسم الأول من NCAA تتنافس في المؤتمر الرياضي الأمريكي وفرق الحقول في التنس والكرة الطائرة وكرة السلة والمسار والجولف والبيسبول للرجال والكرة الطائرة للسيدات والكرة اللينة. كما أنه يوفر رياضات النادي مثل الطاقم والبولينج ورياضات الرماية وغيرها من الرياضات الجماعية.
فريق البيسبول الرجالي هو الفريق الأكثر فوزًا في لعبة البيسبول الجامعية على مدار الـ 31 عامًا الماضية، مع العديد من بطولات المؤتمرات وظهور بطولة NCAA. فاز فريق البيسبول بالبطولة الوطنية في عام 1989 وحصل على المركز الثاني في أعوام 1982 و1991 و1993. يلعبون في ملعب Eck .
توقفت المدرسة عن برنامجها لكرة القدم بعد موسم 1986 بسبب ضعف الحضور، والحبر الأحمر المالي، وانتهاكات تجنيد NCAA ، وحالة تلف استاد سيسنا. لم تتعافى تمامًا أبدًا من خسارة 16 لاعبًا مبتدئًا، ومديرها الرياضي، ومدرب كرة القدم والعديد من الآخرين المهمين في برنامج جامعة ولاية ويتشيتا في حادث تحطم طائرة في عام 1970 (انظر أدناه). كان بيل بارسيلس مدرب اتحاد كرة القدم الأميركي الأسطوري لاعبًا ظهيرًا في جامعة ولاية ويتشيتا في عامي 1962 و1963 قبل أن يعمل كمساعد للخريجين في عام 1964. كانت جامعة ولاية ويتشيتا أيضًا أول مدرسة من القسم الأول أ لتوظيف مدرب أسود في كلية كرة القدم، ويلي جيفريز، في عام 1979. 

### اثارة
اسم الفرق الرياضية في جامعة ولاية ويتشيتا هو شوشيكرز ويشار أيضًا إلى الطلاب بشكل جماعي باسم «شيشيكرش». يعكس الاسم تراث الجامعة: كسب الطلاب الأوائل المال عن طريق صدم القمح أو حصاده في الحقول المجاورة. تم لعب مباريات كرة القدم المبكرة في حقل قمح معنق. عُرف أعضاء نادي بيب باسم ويتيز. تقول التقاليد أنه في عام 1904، ابتكر مدير كرة القدم والطالب RJ Kirk لقب صاعقات القمح. على الرغم من أن اسم صاعقات القمح لم يتم اعتماده رسميًا من قبل الجامعة، إلا أنه اشتهر وظل على قيد الحياة حتى تم اختصاره لاحقًا إلى شوكرز. حتى عام 1948، استخدمت الجامعة صدمة القمح التي لا اسم لها كرمز لها. ظهر ووشوك عندما فاز الشاب ويلبر إلسي بمسابقة جمعية كابا بي الفخرية لتصميم تميمة تجسد روح المدرسة. قررت إلسي، التي كانت جنديًا في مشاة البحرية خلال الحرب العالمية الثانية، أن «المدرسة بحاجة إلى تعويذة أعطت انطباعًا قويًا، مع عبوس جاد لا معنى له».
بمجرد تبني الجامعة للتميمة إلسي، والتي كانت تُعرف في ذلك الوقت باسم جامعة ويتشيتا البلدية، كان كل ما هو مطلوب هو الاسم. نشر عدد 7 أكتوبر 1948 من صحيفة الطلاب عباد الشمس، إعلانًا يحث الطلاب على تقديم أسماء لتميمة المدرسة الجديدة. كان الطالب الجديد جاك كيرستينج هو من اقترح الاسم الفائز، «ووشوك».
في عام 1998، احتفل ووشوك، الذي يشار إليه أيضًا باسم "Wu"، بعيد ميلاده الخمسين من خلال إعادة تصميمه والحصول على لياقة بدنية قوية وموقف سريع. لقد تغير زي التميمة أيضًا على مر السنين. مع إعادة التصميم، تم تقديم زي جديد في خريف 1998. في خريف 1999، خضع رأس الزي الجديد لإعادة تصميم أخرى بعد أن اقترح عدد من المؤيدين أن التميمة بحاجة إلى مظهر أكثر ترويعًا. في عام 2006 تقرر تحديث زي وو مرة أخرى. كان الإجماع العام هو أن الكثيرين أرادوا أن يعكس الزي بشكل أكثر دقة تصوير جامعة ويتشيتا البلدية في شعار المدرسة. يتمتع ووشوك الجديد الآن بالقدرة على الجري والقفز وصعود السلالم دون مساعدة. يشعر العديد من المسؤولين أن التميمة الأكثر احترافًا وترهيبًا في الميدان ستعزز بالتأكيد صورة جامعة ولاية واشنطن.

### تحطم طائرة فريق كرة القدم
في 2 أكتوبر 1970، تعرضت طائرة تقل فريق كرة القدم لجامعة ولاية ويتشيتا لحادث مأساوي أثناء رحلتها إلى لوغان، يوتا، للمشاركة في مباراة ضد جامعة ولاية يوتا. أقلعت الطائرة من مطار في كولورادو بعد التزود بالوقود، لكنها دخلت واديًا جبليًا ضيقًا لم يسمح لها بالتحليق أو العودة، مما أدى إلى اصطدامها بجانب الجبل. أسفر الحادث الذي وقع بالقرب من منتجع تزلج على بُعد حوالي 64 كيلومترًا من دنفر عن وفاة 31 شخصًا من أصل 40 كانوا على متن الطائرة، من لاعبين وإداريين ومشجعين.
كانت الطائرة المنكوبة تُعرف باسم "الطائرة الذهبية"، وهي واحدة من طائرتين توأم، حيث كانت الثانية تُعرف بـ"الطائرة السوداء". في أعقاب الحادث، بعث الرئيس الأمريكي ريتشارد نيكسون برسالة تعزية إلى رئيس الجامعة قال فيها: "نوجه أفكارنا وصلواتنا إليكم في هذا الوقت الحزين."
أُقيم نصب تذكاري لتخليد ذكرى الضحايا في الحرم الجامعي لجامعة ولاية ويتشيتا، جنوب شارع ميموريال درايف لإحياء ذكرى أولئك الذين فقدوا حياتهم في الحادث.

## أبرز الخريجين
تخرج من جامعة ولاية ويتشيتا العديد من رجال الأعمال البارزين، بما في ذلك مؤسسي بيتزا هت دان وفرانك كارني، ومؤسس شركة جارمين غاري بوريل. ومن بين العلماء البارزين منى نمر، التي شغلت منصب المستشارة العلمية الرئيسية في كندا. كما تخرج من الجامعة مهندسون بارزون مثل هارولد جي. وايت، الذي يقود مختبر فيزياء الدفع المتقدم في ناسا، ودوان والاس، الرئيس والرئيس التنفيذي لشركة سيسنا.
في مجال الفنون، تخرج من الجامعة نجوم الأوبرا جويس دي دوناتو وصموئيل رامي، والممثلة شيرلي نايت والفنانة كارلا بيرنز. في مجال الرياضة، يشمل الخريجون البارزون لاعبي كرة السلة أنطوان كار وفريد فانفليت، بالإضافة إلى مدرب قاعة مشاهير كرة القدم الأمريكية بيل بارسيل. ومن بين السياسيين البارزين خريجو الجامعة عضو الكونغرس الأمريكي غارنر إي. شرايفر، والدبلوماسي الأمريكي روبرت د. بلاكويل، والسياسي الإندونيسي ساندياغا أونو. كما تخرج من الجامعة الكابتن في الجيش الأمريكي رايلي إل. بيتس، الذي حصل على درجة في الصحافة، وكان أول أمريكي من أصل أفريقي يحصل على وسام الشرف.

## روابط خارجية
- الموقع الرسمي
</img>
- موقع ويب ويتشيتا ستيت لألعاب القوى